# Masato Shigemi
Masato Shigemi (japanisch 重見 柾斗 Shigemi Masato; * 20. September 2001 in der Präfektur Ōita) ist ein japanischer Fußballspieler.

## Karriere

### Verein
Masato Shigemi erlernte das Fußballspielen in der Schulmannschaft der Oita High School sowie in der Universitätsmannschaft der Universität Fukuoka. Die Saison 2023 wurde er von der Universität an den Erstligisten Avispa Fukuoka ausgeliehen. Sein Erstligadebüt für den Verein aus Fukuoka gab Masato Shigemi am 3. Mai 2023 (11. Spieltag) im Heimspiel gegen FC Tokyo. Bei dem 1:0-Erfolg stand er in der Start elf und spielte die kompletten 90 Minuten. Während seiner Ausleihe bestritt er fünf Erstligaspiele und zwei Ligapokalspiele. Nach der Ausleihe wurde er von Avispa Fukuoka am 1. Februar 2024 fest unter Vertrag genommen.

### Nationalmannschaft
Masato Shigemi kam 2023 zweimal in der japanischen U22-Nationalmannschaft zum Einsatz. Im gleichen Jahr nahm er mit der Olympiaauswahl an den Asienspielen in der Volksrepublik China teil. Im Endspiel musste man sich der Auswahl von Südkorea mit 2:1 geschlagen gegen.